# 阿伯里圖斯戰役
阿伯里圖斯戰役（英語：Battle of Abritus，阿伯里圖斯位於今保加利亞拉茲格勒）又稱霍林泰雷布朗尼伊會戰（英語：Battle of Forum Terebronii）在約251年7月於羅馬默西亞行省爆發，交戰雙方是羅馬帝國與哥特人皇帝尼瓦（Cniva）領導的斯基泰人聯盟。羅馬人被徹底擊敗，羅馬皇帝德西烏斯及他的兒子赫倫尼烏斯雙雙戰死，德西烏斯成為首位在與外敵發生的戰役裡被殺的羅馬皇帝。
雖然羅馬帝國的危機在戰役發生之前的數十年已出現徵兆，阿伯里圖斯戰役仍標誌著羅馬帝國開始步入政治及軍事不穩的時期。

## 背景

阿伯里圖斯戰役作戰地圖

德西烏斯在249登上皇位後不久，野蠻部落隨即入侵羅馬帝國的達契亞行省（Dacia）、上默西亞行省及下默西亞行省。有兩個因素令多瑙河以北的地區動蕩不穩：第一，前任皇帝菲利普不再跟從皇帝馬克西米努斯·色雷克斯在238年的政策，向該地區的侵略部族提供補助；第二，更為重要的是，在亞歷山大·塞維魯統治時期，不斷有新移民湧入帝國，德西烏斯在249年又調動在多瑙河前線的軍隊以廢黜菲利普，造成了軍事真空使入侵者有機可乘。
戰事過程並不明確。250年，卡爾皮人（Carpi）入侵達契亞行省、上默西亞行省東部及下默西亞行省西部。同時，尼瓦領導的部族聯軍分為兩隊越過羅馬邊界，部族聯軍當中不僅只有哥特人，一些希臘文獻稱他們為「斯基泰人」。具有日耳曼及薩爾馬特血統的人（如巴斯塔奈人、泰法利人及哈斯丁吉人）和羅馬逃兵都加入入侵者的軍隊。尼瓦確實是哥特人的名字，被認為是可信的。
尼瓦旗下由阿爾加斯及根達里克領導的支隊圍攻瑪西亞諾波里斯（Marcianopolis），但未能攻克，接下來他們可能南下圍攻菲利普波利斯（今保加利亞普羅夫迪夫）。尼瓦領導的大軍則在伊斯克爾（Oescus）渡過多瑙河向東奔襲諾瓦埃（Novae），他們在那裡被當時的行省省長加盧斯擊退。入侵者繼而向南對尼科波利斯阿德伊斯特魯姆（Nicopolis ad Istrum）發動掠奪，德西烏斯未能在那裡徹底擊敗他們。蠻人在遭到挫敗後繼續南進，越過巴爾幹山脈，為了確保菲利普波利斯的安全，德西烏斯追擊那些蠻人（似乎是通過希普卡山口）。德西烏斯的軍隊在舊扎戈拉休息的時候遭到突襲，羅馬人在隨之而來的戰鬥裡大敗，德西烏斯只得領導敗軍撤至伊斯克爾以北，這使尼瓦獲得了足夠的時間蹂躪默西亞行省，並在251年夏季攻克菲利普波利斯。在尼瓦的協助下，提圖斯·尤利烏斯·普里斯庫斯（Titus Julius Priscus）自稱為羅馬皇帝，反對德西烏斯。普里斯庫斯得悉羅馬人在舊扎戈拉的慘敗後大抵認為哥特人會放過他和菲利普波利斯。哥特人攻陷菲利普波利斯後旋即殺掉普里斯庫斯。接著「斯基泰人」開始返回家鄉，他們載滿了戰利品及俘虜，當中許多人是元老院階級的。
同時，德西烏斯重新整合他的軍隊，意圖打敗入侵者並奪回那些戰利品，他的兒子赫倫尼烏斯及將軍加盧斯亦隨軍出征。

## 戰役
251年7月（或8月），羅馬軍在阿伯里圖斯附近遭遇「斯基泰人」，雙方兵力不明。尼瓦將他的軍隊分為三部分，其中一部分埋伏在一個沼澤後面，顯示尼瓦的戰術素質高，並且非常熟悉附近的地形。哥特史學家約爾丹及羅馬史學家奧里利厄斯·維克托指出，赫倫尼烏斯在戰役正式開始前的一次遭遇戰被流矢所殺，他的父親德西烏斯向部下發表講話，表示對於損失了兒子無動於衷，據聞他說道：「你們毋須為此哀傷，一名士兵戰死對於共和國來說並非重大的損失。」不過有一些來源指出赫倫尼烏斯和德西烏斯一起被殺。
「斯基泰人」的策略最終獲得成功。德西烏斯的軍隊雖然擊破了敵軍的前線，但是他們為了追擊敵軍而進入了沼澤，犯下了致命的錯誤，德西烏斯的軍隊中伏潰敗。這是羅馬帝國史上最為慘烈的失敗之一，德西烏斯戰死。學者佐納拉斯生動地描述為：
|  | 德西烏斯、他的兒子及他們的軍隊陷入了沼地，他們全都在那裡死亡，他們的屍體被泥漿淹埋，再也無法找得到。 |

4世紀早期的基督教護教士拉克坦提烏斯（德西烏斯發佈了迫害基督教的詔令，他因而痛恨德西烏斯）將德西烏斯的逝世描寫為：
|  | 他突然被那些蠻人包圍，他和他的大部分軍隊都在那裡被殺。他不能風光地舉行葬禮，而是身無一物、一絲不掛地被鳥獸吞吃，這是與上帝為敵應得的下場。 |

據羅馬帝國歷史學家索西穆斯所述，加盧斯行為險詐，他向哥特人通風報信，指示他們對羅馬軍隊發動總攻，但是這個說法不被當今史學界接受。羅馬軍隊不可能讓一個引致這麼多士兵死傷的背叛者成為皇帝。在加盧斯返回羅馬後，他收養了德西烏斯的幼子霍斯蒂利安，更使加盧斯背叛這個說法更為不可信。
伊萬諾夫·泰奧菲爾在考古發掘之後於1969年和1971年發佈了成果，解決了長久以來對交戰地點阿伯里圖斯（位於今拉茲格勒以東1公里）的爭議。

## 影響
德西烏斯死後，加盧斯繼承帝位，他在脅迫下與哥特人議和，哥特人得以帶同戰利品返回多瑙河對岸。加盧斯或許同意向哥特人輸貢，以換取哥特人尊重羅馬帝國領土主權。這個喪權辱國的和約，加上當時瘟疫流行帶來的毀滅性影響以及東方薩珊王朝入侵帶來的混亂局面使羅馬帝國晚期的史學家對加盧斯都有負面的評價。不過，作家大衛·斯通·波特認為，在阿伯里圖斯戰役發生之前，羅馬軍隊的形勢不是壞到不能打敗入侵者，德西烏斯應該為他的錯誤決定所帶來的嚴重後果負上責任。無論如何，加盧斯在當時的環境下只得盡快擺脫哥特人。
古羅馬史學家阿米阿努斯·馬爾切利努斯認為這是羅馬帝國在他那個時代最嚴重的一次軍事挫敗之一，可與條頓堡森林戰役、馬爾庫斯·奧列里烏斯統治時期發生的馬科曼尼人入侵及阿德里安堡戰役（Battle of Adrianople）相提並論。
271年，羅馬帝國皇帝奧勒良決定性地擊敗哥特人，哥特皇帝戰死，那名哥特皇帝可能就是在阿伯里圖斯擊敗德西烏斯的尼瓦。